# Veinte de Noviembre (Tapachula)
Veinte de Noviembre es una localidad del estado mexicano de Chiapas. Es parte del municipio de Tapachula.

## Toponimia
El nombre de la localidad refiere a la Revolución mexicana, iniciada el 20 de noviembre de 1910.

## Demografía
| Gráfica de evolución demográfica |
|                                  |

| Censo | Población |
| ----- | --------- |
| 1921  | 114       |
| 1930  | 50        |
| 1940  | 356       |
| 1950  | 517       |
| 1960  | 793       |
| 1970  | 950       |
| 1980  | 1 342     |
| 1990  | 1 663     |
| 2000  | 1 800     |
| 2010  | 2 184     |
| 2020  | 2 633     |